# Santa Casa de Misericórdia de Vitória

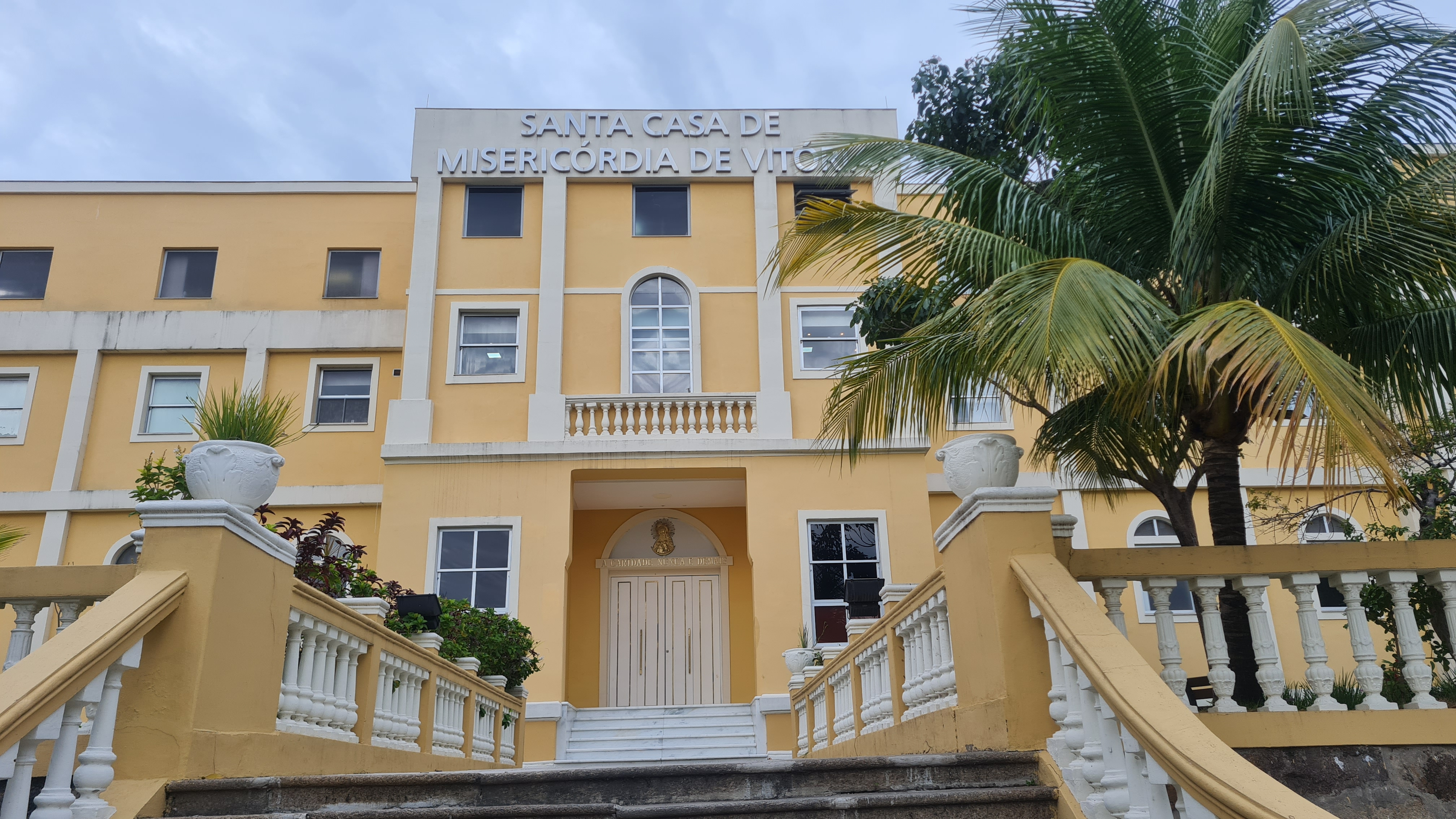
Fachada histórica do Hospital da Santa Casa de Misericórdia de Vitória

A Irmandade da Santa Casa de Misericórdia de Vitória (ISCMV) é uma entidade filantrópica e sem fins lucrativos que tem por objetivo a prática da caridade cristã no campo da assistência médico hospitalar, social e da promoção humana. Nasceu em 1545, no início da Colonização do Espírito Santo, graças ao Compromisso de Lisboa. O documento, criado em 1498 pela Coroa Portuguesa, estabelecia a criação de Misericórdias em cada cidade fundada no Brasil Colonial. Originalmente, a Irmandade era uma associação beneficente e sem fins lucrativos, ligada à Igreja Católica, que funcionava junto à Igreja do Rosário, na Prainha, em Vila Velha. Em resumo, existia para praticar caridade e promover saúde na capitania.
Em seus quase cinco séculos de existência, a ISCMV não só viu o nascimento do Espírito Santo, como também esteve presente em episódios decisivos da história capixaba e já prestava atendimento quando os portugueses venceram os botocudos e chegaram à ilha de Vitória, em 8 de setembro de 1551.
Posteriormente, já instalada desde 1605 na Cidade Alta, em Vitória, a Irmandade também presenciou a poucos metros, do outro lado da praça, a expulsão dos Jesuítas do Colégio de São Tiago (atual Palácio Anchieta) quando a Companhia de Jesus foi banida do Brasil em 1759.
A Irmandade acompanhou a expansão de Vitória e a criação da região do Parque Moscoso, região em que está localizada desde 1818 e onde foi pioneira em vários momentos: primeiro hospital do Estado, primeira enfermaria dividida por sexo, primeiro serviço funerário capixaba, primeiro banco de leite, entre outros.
Com o tempo, sua atuação se expandiu. Hoje, é um grupo formado pelas empresas: Hospital Santa Casa de Misericórdia de Vitória, Escola Superior de Ciências da Santa Casa de Misericórdia de Vitória (Emescam), Maternidade Pró-Matre, Hospital Dr. Arthur Gerhardt (Domingos Martins) Plano Santa Casa de Saúde, Funerária Santa Casa Paz, Centro de Habilidades e Simulação Realística Vitória Grand Tech, Clínica de Fisioterapia Vitória Grand Fisio e Centro de Eventos Vitória Grand Hall. Também administra o SAMU-192 e o Hospital Municipal Materno Infantil (HMMI) Dra. Maria da Glória Merçon Vieira Cardoso.

## História da ISCMV
A história da Irmandade da Santa Casa de Misericórdia de Vitória se confunde com a história do Estado do Espírito Santo. Fundada no século XVI, no ano de 1545 por Vasco Fernandes Coutinho. Esta foi a segunda instituição deste tipo instalada no Brasil com o nome de Irmandade da Misericórdia do Espírito Santo, ficando atrás apenas da Confraria da Misericórdia Brás Cubas, na cidade de Santos, em São Paulo.
A fundação respeitava a Ordem Régia, estabelecida pelo Rei de Portugal, para que toda cidade ou vila que fosse fundada no Brasil tivesse sua própria Confraria da Misericórdia. A Irmandade foi inicialmente instalada em Vila Velha, junto à Igreja Nossa Senhora do Rosário, na Prainha. Desse primeiro momento há poucos documentos, inclusive sobre as condições de transferência para a vila de Vitória, no ano de 1605, com a instalação do Hospital da Caridade de Nossa Senhora da Misericórdia junto à Capela da Misericórdia, no Largo Pedro Palácios.
No livro “A Irmandade e a Santa Casa de Misericórdia do Espírito Santo”, o então chefe do Arquivo Público Estadual resume a importância da Irmandade e da Santa Casa:
“A história desta irmandade se confunde com a história da própria sociedade capixaba; é seu retrato. Escravos e senhores, pobres e ricos, comerciantes, artífices, profissionais liberais, grandes e pequenos funcionários, a Igreja, todos envolvidos nas atividades do que, desde o advento da ideologia cristã, se convencionou chamar CARIDADE e atualmente se denomina assistência social”

## Hospital da Santa Casa de Misericórdia de Vitória
O Hospital da Santa Casa de Misericórdia de Vitória é um hospital filantrópico que atente pacientes pelo SUS e também por convênios particulares e é referencia em atendimento de várias especialidades. Agrega também atividades de ensino e pesquisa, funcionando como o hospital-escola da EMESCAM.
| Leitos de Internação              | SUS | Convênio particular | Total |
| --------------------------------- | --- | ------------------- | ----- |
| Internações clínicas e cirúrgicas | 165 | 27                  | 192   |
| UTI Adulto                        | 23  | 5                   | 28    |
| Total de Leitos                   | 188 | 32                  | 220   |

## História do Hospital
O terreno onde atualmente está localizada a Santa Casa de Misericórdia de Vitória foi doado à Irmandade em 06 de junho de 1818 por Maria de Oliveira Subtil, proprietária da antiga Fazenda Campinho, que tinha um casarão e gado de produção. A doação foi feita sob a condição de ser construído um Hospital de Caridade.
O prédio que atualmente abriga o hospital foi inaugurado em 19 de maio de 1912. Na mesma época, os serviços prestados pela Santa Casa no hospital antigo, na ladeira Pedro Palácios, foram transferidos para o novo hospital.
Atualmente o Hospital Santa Casa de Misericórdia de Vitória – HSCMV – é um hospital geral, de caráter filantrópico, que agrega atividades de ensino, pesquisa e assistência. Está localizado na cidade de Vitória, capital do Espírito Santo, em posição estratégica, sendo referência estadual.